# Cantonul Treignac
Cantonul Treignac este un canton din arondismentul Tulle, departamentul Corrèze, regiunea Limousin, Franța.

## Comune
- Affieux
- Chamberet
- L'Église-aux-Bois
- Lacelle
- Le Lonzac
- Madranges
- Peyrissac
- Rilhac-Treignac
- Saint-Hilaire-les-Courbes
- Soudaine-Lavinadière
- Treignac (reședință)
- Veix